# Bousculade de Jodhpur de 2008
La bousculade de Jodhpur de 2008  est une bousculade ayant fait 224 morts et plus de 425 blessés dans un temple à Jodhpur, dans le Rajasthan, le 30 septembre 2008. Plusieurs versions existent sur les causes du mouvement de foule. Les croyants sur les lieux étaient environ 25 000, venus pour célébrer un festival de 9 jours.  